# Bohdan Hreszczak
Bohdan Mychajłowycz Hreszczak, ukr. Богдан Михайлович Грещак, ros. Богдан Михайлович Грещак, Bogdan Michajłowicz Grieszczak (ur. 31 marca 1944 w Tarnopolu, zm. 17 lipca 2023) – ukraiński piłkarz, grający na pozycji prawego napastnika, olimpijski reprezentant ZSRR, trener piłkarski.

## Kariera piłkarska

### Kariera klubowa
Rozpoczął karierę piłkarską miejscowym Awanhardzie Tarnopol. W 1965 został powołany do wojska, służył najpierw w SKA Lwów, a później kontynuował w CSKA Moskwa. Po zakończeniu służby wojskowej w 1967 powrócił do Lwowa, gdzie został piłkarzem Karpat Lwów. Później został wybrany kapitanem drużyny. W 1973, kiedy drużyna zajmowała miejsce w dolnej części tabeli, został wezwany do sekretarza partyjnego obwodu lwowskiego. Na pytanie o przyczynach takich występów powiedział prawdę o trenerach klubu. Od tego czasu już nie występował w podstawowej jedenastce i w 1974 zakończył karierę piłkarską.

### Kariera reprezentacyjna
13 października 1971 debiutował w olimpijskiej reprezentacji ZSRR w meczu z Austrią, wygranym 4:0. Ogółem dla reprezentacji zagrał 3 razy, strzelił 1 gola.

## Kariera trenerska
W 1979 pracował na stanowisku asystenta trenera w klubie Karpaty Lwów. W sezonie 2000/01 prowadził klub Ternopil-Nywa-2. Obecnie pracuje na stanowisku starszego trenera w SDJuSzOR-4 we Lwowie.

## Sukcesy i odznaczenia

### Sukcesy klubowe
- mistrz Pierwszej Ligi ZSRR: 1968, 1970
- zdobywca Pucharu ZSRR: 1969

### Odznaczenia
- tytuł Mistrza Sportu ZSRR: 1965.